# Eri Yoshida
Eri Yoshida (jap. 吉田 えり, Yoshida Eri; * 17. Januar 1992 in Yokohama, Präfektur Kanagawa, Japan) ist eine japanische Baseballspielerin. Sie war die erste Frau, die von einem japanischen Profiteam gedraftet wurde. Zudem gehört sie zu den wenigen Pitchern, die sich auf Knuckleballs spezialisiert haben. Aktuell steht Yoshida bei den Chico Outlaws, einem von der MLB unabhängigen Minor-League-Team unter Vertrag. Ihr Spitzname lautet Knuckle Hime (ナックル姫, Nakkuru hime, „Knuckle-Prinzessin“).

## Kobe 9 Cruise (2008–2009)
Im Alter von 16 Jahren wurde Eri Yoshida 2008 von den Kobe 9 Cruise, einem Team der Kansai Independent Baseball League, als erste Frau im japanischen Profibaseball gedraftet. Yoshihiro Nakata, der Manager der 9 Cruise begründete diesen Schritt vor allem mit ihrem herausragenden Side-Armed Knuckler, der sie aus der Masse herausstechen ließ. Yoshida begann nach eigenen Aussagen diesen Wurf einzuüben, nachdem sie MLB-Pitcher Tim Wakefield, der als bester Knuckleball-Pitcher der vergangenen 20 Jahre gilt, bei seinen Pitches zusah.
Ihr Profidebüt gab Yoshida am 26. März 2009 im Osaka Dome in Osaka vor 11.592 Zuschauern, bei dem sie während zwei generischer At-Bats pitchte. Der erste Batter kam nach vier Balls in Serie durch einen Walk auf Base, den zweiten machte Yoshida mit einem Strikeout aus.

## Chico Outlaws (ab 2010)
Eri Yoshida unterschrieb am 8. April 2010 einen Vertrag bei den Chico Outlaws, einem Team in der Golden Baseball League, welches im kalifornischen Chico beheimatet ist. Damit wurde sie die erste aktive Frau bei einem US-amerikanischen Profiteam seit dem Rücktritt von Ila Borders im Jahre 2000. Zudem wurde Yoshida damit die erste Frau überhaupt, die in zwei Nationen professionell Baseball gespielt hat. Ihr Debüt bei den Outlaws bestritt Yoshida 27. Juli des Jahres. Zuvor hatte sie im Spring Training die Gelegenheit mit ihrem Idol Tim Wakefield auf dem Trainingsgelände der Boston Red Sox gemeinsam zu trainieren.
Ihre erste Spielzeit in Chico war eine schwierige. Nach insgesamt acht Starts konnte sie bei 4 Losses keinen Win verzeichnen und beendete die Spielzeit mit einem ERA von 12.28. In der Folge wurde sie für die Playoffs aus dem Kader gestrichen.

## Rückkehr nach Japan
2012 kehrte sie nach Japan zurück und spielte für die Hyogo Blue Sandars in der Kansai Independent Baseball League, wechselte im gleichen Jahr wieder in die USA, Hawaii zu Na Koa Ikaika Maui.
2013 wechselte sie wieder nach Japan zu den Ishikawa Million Stars. Yoshida schloss sich 2017 den Tochigi Golden Braves der Baseball Challenge League an.